# 오타케 간
오타케 간(일본어: 大竹 寛, 1983년 5월 21일 ~ )은 일본의 전 프로 야구 선수이자 야구 지도자이며, 현재 요미우리 자이언츠의 트레이닝 총괄 보좌이다. 사이타마현 야시오시 출신이며 현역 시절 포지션은 투수였다.

## 인물

### 프로 입단 전
우라와가쿠인 고등학교 시절인 2학년 때 고시엔 대회에서 2차전에서는 패배해 등판 기회는 없었다. 당시에 1살 많은 사카모토 야타로가 에이스였기 때문이었다. 그 선배가 은퇴하여 에이스로서 선발 야구 대회 출장을 내걸어서 기대한 간토 지역 대회에서는 첫 상대인 미토 상업고등학교와의 경기에서 초반에 제구를 어지럽혀 누상을 흔든 다음에 4번 타자에게 장타를 맞아 이것이 빌미가 되어 석패를 했다. 다음 해에 있은 춘계 대회에서는 현 대회에서 도쿄 농업대학 제3 고등학교한테 패하는 등 승리와는 인연이 없던 투수였다.
마지막 여름으로서 임한 3학년 하계 사이타마 현 대회에서는 가스카베교에이 고등학교와 상대하면서 9회초 2사까지 3대 1로 리드하고 있었지만 팀 동료의 실책으로 역전되는 등 고시엔 대회에 출전하지 못하고 현 대회 8강, 일본 대표팀 선수로 발탁된 아시아 AAA 선수권 대회에 출전했다. 스카우터로부터의 평가는 견제 등의 투수 수비에도 비범한 것을 느끼는 본격파 투수로서 높은 평가를 얻었다.
2001년 프로 야구 드래프트 회의에서는 1순위로 히로시마 도요 카프에 입단했다.

### 프로 입단 후

#### 2002년 ~ 2004년
1년차인 2002년에는 부상에 의해 1군 등판은 없었지만 이듬해 2003년에는 1군에서의 첫 등판하면서 첫 승리를 기록했다. 2004년은 개막 직후 선발 로테이션의 일각으로서 5경기에 선발 등판했고 그 이후에는 중간 계투로 활약했다. 나가카와 가쓰히로의 부진으로 인해 시즌 도중부터는 중간 계투로 지명되었다. 43경기에 등판하면서 평균자책점 3.18, 17세이브를 기록하는 등의 좋은 성적을 남기면서 그 해에 최고 속도인 155 km/h를 던졌다.

#### 2005년
선발 로테이션에 합류하면서 센트럴 리그 최다의 선발 등판 28차례를 기록, 평균자책점은 5점대이면서도 본인으로서는 처음이 되는 두 자릿수 승리 기록을 올렸다. 2005년 시즌은 탈삼진 개수가 많아지면서 최다 탈삼진의 타이틀은 놓쳤지만 탈삼진률은 리그 최고 숫자를 남겼다. 그러나 볼넷, 보크, 폭투, 실점, 자책점 부문은 리그에서 최악의 기록을 나타냈고 실점이 100점을 넘은 투수가 나온 것은 리그 13년 만의 일이었다.

#### 2006년
개막 6연패와 리그 최고 성적인 13패라는 불명예 기록을 세웠다. 한편 9월 5일의 요코하마 베이스타스전(나가사키 현영 야구장)에서는 안정된 투구를 계속해 8이닝 2사까지 단 한 명의 주자를 내보내지 않는 투구를 보였다. 그러나 우치카와 세이이치에게 중견수 앞에 떨어진 안타를 맞아 나머지 아웃카운트가 4개를 남긴 상황에서 퍼펙트 게임을 놓쳤고 9회에 2사로부터 이시이 다쿠로에게 솔로 홈런을 허용하면서 프로 첫 완봉승도 놓쳤지만 이 경기에서는 자신의 2년 만이 되는 완투 승리를 거두었다.

#### 2007년
시즌 개막을 앞두고 ‘이길 수 있는 투수에의 탈피’를 선언하면서 그 말대로 초반에는 매우 안정된 투구를 보였다. 5월에는 5연패를 당하면서 여름에는 조기에 KO를 당하는 경기도 많았지만 9월이 되면서 회복되는 등 9월 23일의 주니치 드래곤즈전(나고야 돔)에서는 몇 차례나 득점권에 주자를 진행시키는 것도 끈질긴 투구를 계속하면서 데뷔 6년 만에 첫 완봉 승리를 거두었다. 비록 10승에는 닿지 않았지만 평균자책점은 3.77을 기록하면서 시즌을 끝냈고 전년도 리그 최다였던 피홈런 개수를 25개에서 15개로 감소시켰다.

#### 2008년
로스앤젤레스 다저스에 이적한 구로다 히로키를 대신하는 에이스 후보로 지명되었고 3월 28일의 개막전에서는 프로 데뷔 7년 만에 처음으로 개막전 선발 투수를 맡아 8이닝을 4안타 1실점으로 호투했지만 개막 초에 중간 계투였던 벤 코즐로스키가 실점을 허용하면서 무승부로 끝났다. 한 때 2승 8패라는 저조한 성적을 나타내면서 뚜렷한 활약을 보여주지 못했고 콜비 루이스에게 밀려 히로시마 팬들 사이에서는 루이스가 히로시마의 에이스로 급부상하게 되었다.
그런데도 서서히 회복하면서 7월 31일의 올스타전에서는 부상으로 출전을 포기한 루이스의 대체 선수로서 첫 출전해 2이닝을 던져 2안타 무실점으로 호투해 승리 투수의 조건을 갖췄지만 종반에 경기가 움직였기 때문에 올스타전에서의 첫 승리 투수는 되지 못했다. 후반기에는 클라이맥스 시리즈 진출을 향해 분위기가 고조된 팀에 동조하여 투구에 안정감이 늘어나자 최종적으로는 9승(12패)을 기록했다. 루이스나 그 외의 선발 투수진이 부상때문에 일시적으로 이탈하는 와중에 유일하게도 1년간 쉬지 않고 선발 로테이션을 계속 지키기도 했다.

#### 2009년
변화구로 카운트를 갖출 수 없는 약점을 극복하기 위해 새로운 공으로 체인지업을 습득했고 4월 28일 요미우리 자이언츠전에서의 첫 회부터 5월 31일의 도호쿠 라쿠텐 골든이글스전 6회 도중까지는 사사오카 신지가 갖고 있던 30이닝 연속 무실점이라는 구단 기록을 큰 폭으로 경신해 센트럴 리그 역대 6위가 되는 43이닝 연속 무실점을 기록했다. 5월에는 4승 무패, 평균자책점 0.51의 성적으로 월간 MVP를 처음으로 수상했다. 5월에 5승 무패, 평균자책점 1.56의 성적을 남긴 요미우리의 디키 곤잘레스와의 공동 수상이 되었지만 이것은 월간 MVP가 투수와 야수의 일괄 선정이었던 1986년 이후 23년만의 일이며 투수만으로 선정된 월간 MVP가 2인 공동 수상이 되었다.
올스타전에서는 팬 투표·선수간 투표에서 모두 압도적인 1위로 선출되면서 팀의 연고지인 히로시마에서 개최된 올스타전 제2차전에서의 선발 투수로 등판했다. 후반기에서는 호투했는데도 불구하고 승리가 연결되지는 않았지만 10월 10일의 팀 최종전(오가타 고이치의 은퇴 경기)에서 프로 데뷔 후 처음으로 무볼넷 완봉을 따내면서 경기를 마무리 지었고, 4년만의 10승에 도달했다. 이 경기에서의 소요 시간은 불과 1시간 52분으로, 경기 시간이 2시간도 채 안된 것은 센트럴 리그에서는 1999년 7월 4일 요미우리 vs 요코하마전(이 날 경기에서는 우에하라 고지가 완투 승리) 이후 10년 만의 일이었다. 평균자책점은 개인 최고 성적인 2.81을 기록했다.

#### 2010년
루이스가 퇴단함과 동시에 감독은 마티 브라운에서 노무라 겐지로로 교체되면서 스프링 캠프에서의 조정으로 투구수 제한이 없어진 것부터 1일 최다인 270개나 되는 투구를 했지만 2월 하순부터 어깨의 통증을 호소해 결국 개막전 엔트리에서 제외되었다. 6월 1일의 홋카이도 닛폰햄 파이터스전에서는 첫 등판이 되었고 스트레이트하게 본래의 구위력이 없으면서도 정중한 피칭으로 다음에 있은 사이타마 세이부 라이온스전(6월 12일)에서도 경기를 만들면서 첫 승리를 거두었다. 그러나 6월 22일의 한신 타이거스전에서는 5이닝 5실점을 기록하며 강판된 후 오른쪽 어깨 통증의 재발과 근육 파열로 인해 2군에 떨어졌고 이후 1군에 등판하는 일은 없었다.
2010년 시즌 등판은 3경기에 그쳤고 2005년 이후 매년 달성하고 있던 규정 투구 이닝을 채울 수는 없었다.

#### 2011년
오른쪽 어깨 통증으로 부담을 안게 되자 1군 복귀는 5월 하순이 되었다. 게다가 5월 28일의 경기에서는 오른손에 타구를 맞으면서 부상을 당했고 장기적인 이탈을 피할 수 없게 되었다. 시즌 종반에는 1군에 복귀했지만 시즌을 통해서 등판한 경기 수는 6경기에 머물렀다.

#### 2012년
6월 5일의 홋카이도 닛폰햄 파이터스전에서는 통산 1000투구 이닝을 달성했고 그 해에는 시즌을 통해서 안정된 성적을 남기는 등 자신으로서는 최다 기록인 11승을 기록, 2년 만에 규정 투구 이닝을 채웠다. 이러한 활약을 인정받아 2008년에 히라노 게이이치(한신) 이래 센트럴 리그에서는 4년 만에 컴백상을 수상했다.

## 상세 정보

### 출신 학교
- 우라와가쿠인 고등학교

### 선수 경력
- 히로시마 도요 카프(2002년 ~ 2013년)
- 요미우리 자이언츠(2014년 ~ 2021년)

국가 대표 경력
- 2019년 WBSC 프리미어 12 일본 국가대표

### 지도자 및 기타 경력
- 요미우리 자이언츠 트레이닝 총괄 보좌코치(2022년 ~ )

### 수상·타이틀 경력
- 월간 MVP: 1회(2009년 5월) ※투수 부문
- 컴백상(2012년)
- 올스타전 감투 선수상: 1회(2013년 3차전)

### 개인 기록

#### 투수 기록
- 첫 등판·첫 선발: 2003년 9월 26일, 대 요코하마 베이스타스 27차전(히로시마 시민 구장), 1이닝 5실점에서 패전 투수
- 첫 탈삼진: 상동, 1회초에 요시미 유지로부터 헛스윙 삼진
- 첫 승리·첫 선발 승리: 2003년 10월 13일, 대 야쿠르트 스왈로스 26차전(히로시마 시민 구장), 6이닝 1실점(무자책점)
- 첫 완투 승리: 2004년 4월 21일, 대 야쿠르트 스왈로스 5차전(메이지 진구 야구장), 9이닝 1실점
- 첫 세이브: 2004년 5월 29일, 대 야쿠르트 스왈로스 10차전(지바 마린 스타디움), 9회말에 2번째 투수로서 구원 등판·마무리, 1이닝 무실점
- 첫 완봉 승리: 2007년 9월 23일, 대 주니치 드래건스 21차전(나고야 돔)
- 첫 홀드: 2008년 10월 6일, 대 요코하마 베이스타스 24차전(요코하마 스타디움), 6회말에 2번째 투수로서 구원 등판, 2이닝 무실점

#### 타격 기록
- 첫 타점: 2005년 4월 10일, 대 야쿠르트 스왈로스 3차전(히로시마 시민 구장), 2회말에 이시도 가쓰토시로부터 투수 앞 스퀴즈
- 첫 안타: 2005년 5월 8일, 대 세이부 라이온스 3차전(히로시마 시민 구장), 2회말에 이시이 다카시로부터 중전 안타

#### 기록 달성 경력
- 통산 1000투구 이닝: 2012년 6월 5일, 대 홋카이도 닛폰햄 파이터스 3차전(삿포로 돔), 3회말 3아웃에 나카타 쇼를 헛스윙 삼진으로 달성 ※역대 326번째
- 통산 1000탈삼진: 2015년 5월 27일, 대 사이타마 세이부 라이온스 2차전(도쿄 돔), 2회초에 모리 도모야로부터 헛스윙 삼진 ※역대 142번째
- 통산 1500투구 이닝: 2016년 7월 30일, 대 도쿄 야쿠르트 스왈로스 16차전(도쿄 돔), 6회초 3아웃에 오비키 게이지를 헛스윙 삼진으로 달성 ※역대 172번째
- 통산 100승 : 2019년 8월 12일, 대 히로시마 도요 카프 18차전(MAZDA Zoom-Zoom 스타디움 히로시마), 6회말 2사로부터 5번째 투수로서 구원 등판, 1과 1/3이닝 무실점 ※역대 137번째
- 통산 100패 : 2020년 8월 23일 대 히로시마 도요 카프 12차전(MAZDA Zoom-Zoom 스타디움 히로시마), 8회말에 4번째 투수로서 구원 등판, 1/3이닝 1실점 ※역대 120번째

#### 기타
- 연속 이닝 무실점: 43과 2/3이닝(2009년) ※구단 기록
- 전체 12구단 상대로 승리: 2014년 4월 26일, 대 히로시마 도요 카프 5차전(MAZDA Zoom-Zoom 스타디움 히로시마), 5와 3이닝 4실점
- 올스타전 출장: 4회(2008년, 2009년, 2012년, 2013년)

### 등번호
- 17(2002년 ~ 2021년)
- 108(2022년 ~ )

### 연도별 투수 성적
| 연 도       | 소 속       | 등 판 | 선 발 | 완 투 | 완 봉 | 무 4 구 | 승 리 | 패 전 | 세 이 브 | 홀 드 | 승 률 | 타 자 | 이 닝  | 피 안 타 | 피 홈 런 | 볼 넷 | 고 4 | 몸 맞 | 탈 삼 진 | 폭 투 | 보 크 | 실 점 | 자 책 점 | 평 자 책 | W H I P |
| ----------- | ----------- | ----- | ----- | ----- | ----- | ------- | ----- | ----- | -------- | ----- | ----- | ----- | ------ | -------- | -------- | ----- | ---- | ----- | -------- | ----- | ----- | ----- | -------- | -------- | ------- |
| 2003년      | 히로시마    | 3     | 2     | 0     | 0     | 0       | 1     | 1     | 0        | --    | .500  | 36    | 8.0    | 9        | 2        | 3     | 0    | 0     | 5        | 0     | 0     | 6     | 5        | 5.63     | 1.50    |
| 2004년      | 히로시마    | 43    | 5     | 1     | 0     | 0       | 6     | 5     | 17       | --    | .545  | 351   | 82.0   | 68       | 11       | 40    | 1    | 4     | 91       | 2     | 0     | 33    | 29       | 3.18     | 1.32    |
| 2005년      | 히로시마    | 28    | 28    | 0     | 0     | 0       | 10    | 12    | 0        | 0     | .455  | 734   | 161.2  | 171      | 22       | 87    | 1    | 7     | 161      | 9     | 4     | 110   | 101      | 5.62     | 1.60    |
| 2006년      | 히로시마    | 30    | 29    | 2     | 0     | 1       | 6     | 13    | 0        | 0     | .316  | 682   | 157.0  | 172      | 25       | 54    | 2    | 2     | 110      | 4     | 0     | 92    | 86       | 4.93     | 1.44    |
| 2007년      | 히로시마    | 27    | 24    | 3     | 1     | 0       | 9     | 10    | 0        | 0     | .474  | 623   | 145.2  | 137      | 15       | 59    | 2    | 6     | 104      | 11    | 0     | 72    | 61       | 3.77     | 1.35    |
| 2008년      | 히로시마    | 28    | 27    | 3     | 1     | 0       | 9     | 13    | 0        | 1     | .409  | 752   | 171.0  | 189      | 19       | 67    | 1    | 5     | 99       | 6     | 1     | 89    | 73       | 3.84     | 1.50    |
| 2009년      | 히로시마    | 29    | 29    | 5     | 3     | 1       | 10    | 8     | 0        | 0     | .556  | 781   | 185.2  | 177      | 10       | 60    | 3    | 4     | 127      | 10    | 1     | 72    | 58       | 2.81     | 1.28    |
| 2010년      | 히로시마    | 3     | 3     | 0     | 0     | 0       | 1     | 0     | 0        | 0     | 1.000 | 86    | 18.0   | 22       | 2        | 10    | 0    | 2     | 9        | 1     | 0     | 10    | 10       | 5.00     | 1.78    |
| 2011년      | 히로시마    | 6     | 6     | 0     | 0     | 0       | 1     | 1     | 0        | 0     | .500  | 129   | 31.2   | 28       | 1        | 7     | 1    | 0     | 15       | 0     | 0     | 7     | 6        | 1.71     | 1.11    |
| 2012년      | 히로시마    | 24    | 24    | 0     | 0     | 0       | 11    | 5     | 0        | 0     | .688  | 618   | 144.2  | 144      | 6        | 43    | 1    | 5     | 85       | 3     | 0     | 44    | 38       | 2.36     | 1.29    |
| 2013년      | 히로시마    | 25    | 25    | 1     | 0     | 0       | 10    | 10    | 0        | 0     | .500  | 675   | 163.0  | 152      | 13       | 49    | 1    | 4     | 100      | 4     | 0     | 64    | 61       | 3.37     | 1.23    |
| 2014년      | 요미우리    | 22    | 22    | 1     | 0     | 0       | 9     | 6     | 0        | 0     | .600  | 546   | 129.0  | 127      | 13       | 34    | 2    | 4     | 79       | 4     | 0     | 60    | 57       | 3.98     | 1.25    |
| 2015년      | 요미우리    | 11    | 11    | 0     | 0     | 0       | 3     | 4     | 0        | 0     | .429  | 227   | 56.0   | 56       | 5        | 11    | 0    | 0     | 35       | 0     | 0     | 21    | 20       | 3.21     | 1.20    |
| 2016년      | 요미우리    | 17    | 16    | 0     | 0     | 0       | 6     | 6     | 0        | 0     | .500  | 393   | 91.1   | 91       | 6        | 30    | 1    | 1     | 71       | 3     | 0     | 40    | 36       | 3.55     | 1.32    |
| 2017년      | 요미우리    | 13    | 13    | 0     | 0     | 0       | 4     | 4     | 0        | 0     | .500  | 300   | 69.0   | 75       | 9        | 18    | 0    | 3     | 50       | 0     | 1     | 41    | 39       | 5.09     | 1.35    |
| 2018년      | 요미우리    | 2     | 2     | 0     | 0     | 0       | 1     | 1     | 0        | 0     | .500  | 42    | 9.0    | 13       | 2        | 2     | 0    | 0     | 5        | 0     | 0     | 6     | 6        | 6.00     | 1.67    |
| 2019년      | 요미우리    | 32    | 0     | 0     | 0     | 0       | 4     | 0     | 0        | 8     | 1.000 | 111   | 26.0   | 26       | 2        | 8     | 2    | 0     | 24       | 1     | 0     | 9     | 8        | 2.77     | 1.31    |
| 2020년      | 요미우리    | 29    | 0     | 0     | 0     | 0       | 1     | 2     | 0        | 16    | .333  | 100   | 24.1   | 20       | 3        | 9     | 0    | 1     | 16       | 0     | 0     | 9     | 7        | 2.59     | 1.19    |
| 2021년      | 요미우리    | 4     | 0     | 0     | 0     | 0       | 0     | 0     | 0        | 1     | ----  | 11    | 2.1    | 5        | 0        | 0     | 0    | 0     | 0        | 0     | 0     | 1     | 1        | 3.86     | 2.14    |
| 통산 : 19년 | 통산 : 19년 | 376   | 266   | 16    | 5     | 2       | 102   | 101   | 17       | 26    | .502  | 7197  | 1675.1 | 1682     | 166      | 591   | 18   | 48    | 1186     | 58    | 7     | 786   | 702      | 3.77     | 1.36    |

- 굵은 글씨는 시즌 최고 성적.

### WBSC 프리미어 12에서의 투수 성적
| 연 도 | 대 표 | 등 판 | 선 발 | 승 리 | 패 전 | 세 이 브 | 타 자 | 이 닝 | 피 안 타 | 피 홈 런 | 볼 넷 | 고 4 | 몸 맞 | 탈 삼 진 | 폭 투 | 보 크 | 실 점 | 자 책 점 | 평 자 책 |
| ----- | ----- | ----- | ----- | ----- | ----- | -------- | ----- | ----- | -------- | -------- | ----- | ---- | ----- | -------- | ----- | ----- | ----- | -------- | -------- |
| 2019  | 일본  | 3     | 0     | 0     | 0     | 0        | 7     | 2.0   | 1        | 0        | 0     | 0    | 0     | 1        | 0     | 0     | 0     | 0        | 0.00     |